# Spoorlijn Altenhundem - Wenholthausen
De spoorlijn Altenhundem - Wenholthausen was een Duitse spoorlijn en was als spoorlijn 2862 onder beheer van DB Netze.

## Geschiedenis
Het traject werd door de Preußische Staatseisenbahnen geopend op 16 januari 1911. In 1964 werd het personenvervoer op de lijn gestaakt, het goederenvervoer tussen Altenhundem en Schmallenberg werd opgeheven op 25 september 1966 en tussen Schmallenberg en Wenholthausen op 31 december 1994. Thans is de lijn volledig opgebroken.

## Aansluitingen
In de volgende plaatsen was er een aansluiting op de volgende spoorlijnen:
Altenhundem
DB 2800, spoorlijn tussen Hagen en Haiger
DB 2863, spoorlijn tussen Altenhundem en Birkelbach
Wenholthausen
DB 2861, spoorlijn tussen Finnentrop en Wennemen